# Шиселвені
Шиселвені (англ. Shiselweni) — адміністративний округ на південному заході Есватіні. Територія 3 779 км², населення 201 346 осіб (2010). Адміністративний центр — Нхлангано. Межує з округами Лубомбо на північному сході та Манзіні на північному заході, а також з Південно-Африканською Республікою на півдні.

## Тінкундлі
- Геге (Gege)
- Хосеа (Hosea)
- Кубута (Kubuta)
- Масейісіні (Maseyisini)
- Південний Матсанджені (Matsanjeni Sud)
- Мтсамбама (Mtsambama)
- Нгудзені (Ngudzeni)
- Нквене (Nkwene)
- Сандлені (Sandleni)
- Шіселвені I (Shiselweni I)
- Шіселвені II (Shiselweni II)
- Сігве (Sigwe)
- Лавуміса (Lavumisa)
- Зомбодзе (Zombodze)